# B.O.N.D.
『B.O.N.D.』（ビー・オー・エヌ・ディー）はスターダストレビュー21枚目のオリジナル・アルバム。
2012年9月12日DVD付初回限定盤通常盤の2形態で発売された。

## 解説
『太陽のめぐみ』以来3年ぶりのオリジナル・アルバム。
「夢への地図」「Magic 〜手をつなごう〜」「今日もいい日でありますように」「Crying」のシングル4曲が収録されている。

## 収録曲
特記以外作詞・作曲：根本要／編曲：添田啓二　

### CD
1. は・じ・ま・る・よ
  - 編曲：岡崎昌幸
2. Welcome To The Jungle
  - テレビ朝日系「ビートたけしのTVタックル」エンディング・テーマ
3. Crying
  - テレビ東京系「水曜ミステリー9」エンディング・テーマ
4. Magic 〜手をつなごう〜
  - TBSテレビ系「世界・ふしぎ発見!」エンディング・テーマ
  - テレビ神奈川「ありがとッ!」オープニング・テーマ
5. 晴れのち雨時々曇り
  - TBSテレビ系「ひるおび!」2012年9月度エンディング・テーマ
6. Rainy Waltz
7. 夢への地図
  - TBSテレビ系「ひるおび!」2010年7月度エンディング・テーマ
  - TBSテレビ「ツボ娘」2010年7月度エンディング・テーマ
  - BS-TBS開局10周年記念番組「旅の地図帳」テーマ・ソング
  - BS-TBS「BS ヒストリーアワー」2010年エンディング・テーマ
8. 肝心なことは
  - 作詞：寺田正美/林紀勝
9. B型を愛してください
  - 作詞・作曲・メインボーカル：柿沼清史
10. 今日もいい日でありますように
  - TBSテレビ系「はなまるマーケット」2012年エンディング・テーマ
11. Love & Devotion （Part 2）
12. 約束
  - 「DHC for Men」CMソング
  - とちぎテレビ「イブニング6」2012年10月度エンディング・テーマ

### DVD（初回限定盤のみ：ミュージック・ビデオ集）
1. Find My Way
2. 愛の歌
3. 夢への地図
4. Magic 〜手をつなごう〜
5. 今日もいい日でありますように
6. 今日もいい日でありますように（ミュージック・ビデオ・メイキング映像）

## クレジット
全曲（特記以外）
- Guitar, Vocal & Chorus：根本要
- Bass & Chorus：柿沼清史
- Drums & Chorus：寺田正美
- Percussion & Chorus：林"VOH"紀勝
- Keyboards, Chorus：添田啓二
- Chorus：岡崎昌幸

Additional Musicians
- Electric Guitar, Acoustic Guitar：稲葉政裕 (2.3.5.6.8.11)
- Saxophone：山本公樹 (3.9)
- Claps：Clapper Club (1.9)
- Female Voice：永倉舞唯 (5)